# دوربین عکاسی

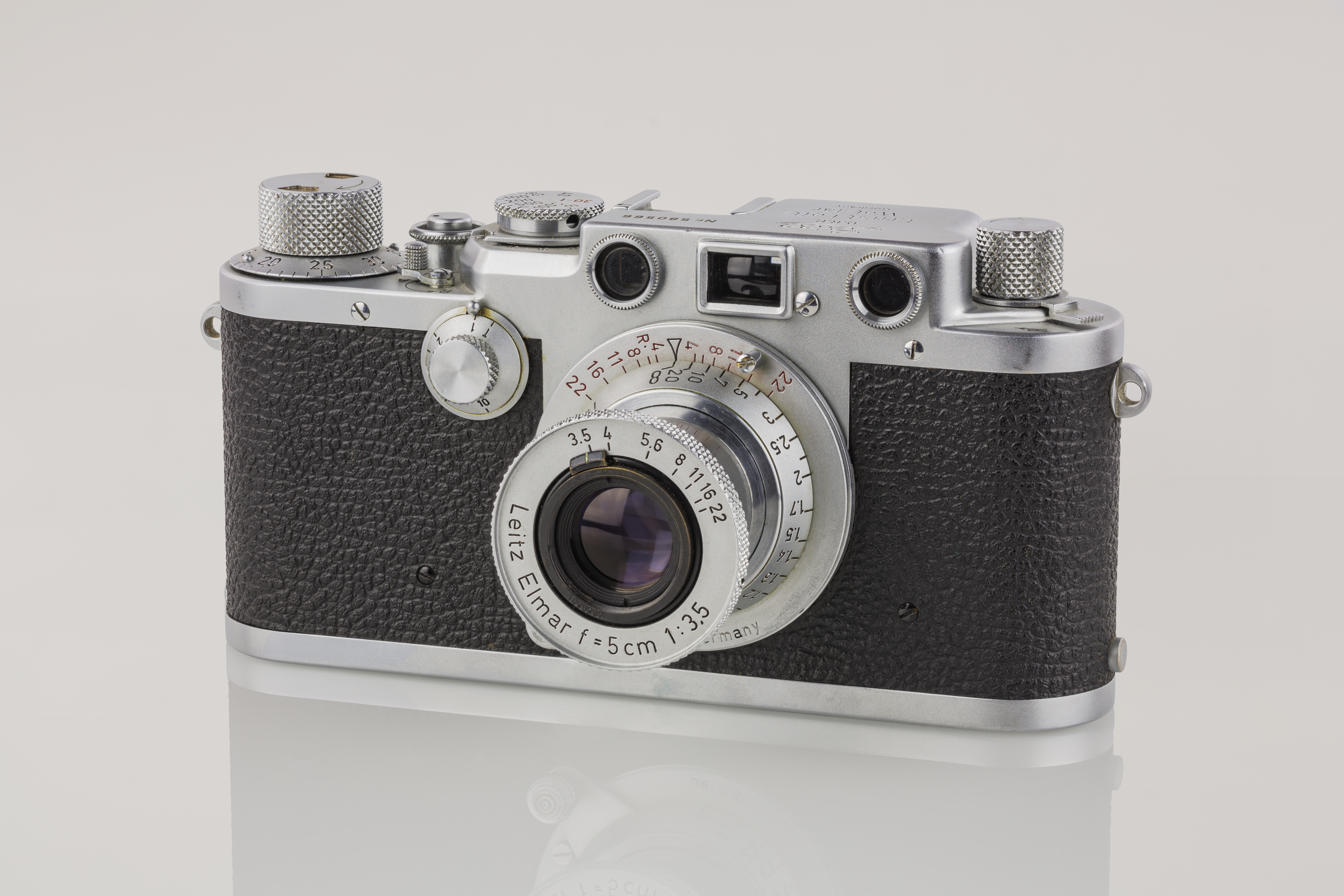
دوربین لایکا در دهه ۱۹۵۰ میلادی

دوربین عکاسی ابزاری برای ثبت تصویر است. دوربین‌های قدیمی به صورت آنالوگ تصاویر را بر روی فیلم ثبت میکردند. دوربین‌های امروزی تصاویر را بر روی کارت حافظه ذخیره می‌کنند. همچنین برخی دوربین‌ها دارای حافظه داخلی بوده که شما را از استفاده کارت حافظه جداگانه بی‌نیاز می‌کنند.انواع دوربین ها انالوگ و دیجیتال نیستند
== تاریخچه 
در قرن‌های ۱۱ تا ۱۶ بشر از یک اتاقک تاریک (دوربین اولیه) به‌عنوان چیزی شبیه به دوربین استفاده می‌کرد. برای این منظور اتاق مکعب مستطیل کوچکی را که هرگز نوری به درون آن راه نمی‌یافت، آماده می‌کردند، در وجه جلوی آن سوراخی به قطر تقریبی یک میلی‌متر ایجاد می‌کردند، بدین ترتیب تصویر مناظر روبروی وجه دارای سوراخ روی دیوار یا پرده در وجه مقابل سوراخ در داخل اتاق منعکس می‌نمودند. این تصویر به صورت معکوس و بسته به قطر سوراخ وضوح بیشتر یا کمتری داشت به صورتی‌که هرچه قطر سوراخ کمتر بود، وضوح بیشتر یا به عکس با افزایش قطر سوراخ تصویر روشن‌تر با وضوح کمتری حاصل می‌گشت. البته این دستگاه بیشتر برای نمایش و نقاشی به کار می‌رفت و نقاشان اروپایی با نشاندن سوژه در جلوی سوراخ یا قرار دادن اتاقک در روبروی سن معروف می‌باشد. نخستین دوربین بنابر عقیده اروپاییان به دست نیوتن ابداع شد که به رابرت ون لی ون هوک نیز نسبت داده می‌شود. البته گفتنی است عدسی یا همان لنز را ابن هیثم بسیار پیش از ایشان می‌ساخته و از فروش آن کسب و کار داشته‌است. و بنابر شواهد تاریخی ابن هیثم اولین عکاس جهان می‌باشد.

## نحوه کار دوربین‌های اولیه
در سال ۱۵۶۸ دانیلو باربارو این اتاقک تاریک را با یک عدسی و یک دریچه قابل تغییر مجهز نمود. بدین وسیله می‌توانست تصاویر را واضحتر به درون اتاق منعکس کند. در سال ۱۸۰۰ توماس وج وود و همچنین همفری دیوی با استفاده از کاغذ مخصوص تصاویر غیرثابتی بدست آوردند. این کاغذ آغشته به محلولی بود که هرگاه در برابر نور آفتاب قرار می‌گرفت، رنگ اصلی خود را از دست می‌داد و به کلی سیاه می‌شد. آنگاه چون بر روی این کاغذ تصویر یا جسمی را قرار می‌دادند، قسمت‌هایی که از تابش نور مصون مانده بود، به رنگ خود باقی می‌ماند و اما سایر قسمت‌های کاغذ سیاه می‌شد. بدینگونه شبح نوری از اجسام بر روی آن کاغذ عکاسی می‌شد. با این روش تصویری بدست می‌آمد که آن نیز به مجرد نور دیدن، رنگ خود را از دست می‌داد و کاغذ یکپارچه سیاه می‌شد.

## سیر دگرگونی و رشد
در سال ۱۸۲۷ جوزف نیسفور نیپس با یک جعبه جواهرات یک دوربین بسیار ابتدایی ساخت و آن را با ذره بین، میکروسکوپ نوری مجهز نمود. با این دستگاه او می‌توانست فقط عکس‌های نگاتیو بردارد. سرانجام ویلیام تالبوت نخستین کسی بود که توانست عکسهای پوزیتیو هم بردارد، عکس‌هایی که ثابت و دائمی هم باقی می‌ماندند. این رویداد در سال ۱۸۳۵ رخ داد. در سال‌های بعد دوربین‌های پیشرفته‌ای به بازار عرضه شده و می‌شود.

## ساختمان دوربین عکاسی

تصویر قسمت‌های مختلف یک دوربین تک لنز را نشان می‌دهد
1. لنز دوربین
2. نگهدارنده لنز
3. دیافراگم
4. -
5. فیلم عکاسی
6. -
7. شاتر
8. دکمه کنترل سرعت عکسبرداری
9. -
10. چشمی
11. -
12. حلقه فوکوس

دوربین عکاسی از یک اتاقک تاریک تشکیل شده که بر جدارهای آن یک عدسی محدب با فاصله کانونی ثابت قرار دارد. در جدار مقابل این عدسی فیلم و بین فیلم و عدسی دیافراگم وجود دارد. علاوه بر این دوربین به دستگاه تنظیم فاصله (مسافت‌یاب نوری)، شاتر یا بندان، نورسنج (طیف‌سنج نوری)، منظره‌یاب و صفحه نمایش مجهز است.

## طرز کار دوربین عکاسی
طرز کار هر دوربین عکاسی متفاوت است و معمولاً در برگهٔ راهنمای هر دوربین طرز کار با آن گذاشته شده‌است.

## انواع دوربین عکاسی از نظر سیستم ضبط تصویر
- فیلم
- دیجیتال

## انواع دوربین عکاسی از نظر قطع
- دوربین قطع بزرگ
- دوربین قطع متوسط
- دوربین قطع کوچک

## دوربین فیلم
دوربینی است که می‌تواند لحظات را ثبت کند و بوسیلهٔ دست یا دستگاه‌های مکانیکی خودش تنظیم می‌شود و دارای فیلم است. قابل ذکر است که این دوربین‌ها کیفیت بهتری نسبت به دوربین‌های دیجیتال دارند. «با پیشرفت تکنولوژی ساخت فیلم؛ گستره دینامیکی تصاویری که توسط فیلم ثبت می‌شود از دوربین‌های گران‌قیمت دیجیتال هم بالاتر رفته‌است».

## دوربین دیجیتال
دوربینی است که اطلاعات تصویر را به صورت ارقام عددی در نوعی از حافظه کامپیوتری ذخیره می‌نماید.
نحوهٔ کار دوربین‌های عکاسی دیجیتال بسیار مشابه کار دوربین‌های فیلمیِ قدیمی است. نور پس از عبور از لنز بر روی صفحهٔ حساس به نور می‌تابد. در دوربین‌های دیجیتال این صفحهٔ حساس یک «سنسور» الکتریکی است که همانند صفحه مانیتور (اما در جهت عکس) میزان فوتون‌های تابیده شده را به صورت یک جریان الکتریکی کالیبره شده به یک دستگاه مبدل می‌فرستد. مبدلِ آنالوگ به دیجیتال هم به نوبهٔ خود این اطلاعات را برای هر پیکسل به صورت عددی ما بین ۰–۲۲۵ (میزان روشنایی هر پیکسل) به کارت ذخیره‌سازی ارسال می‌کند. اطلاعات مربوط به تمام پیکسل‌های یک سنسور که حتی به ۱۶ میلیون هم در برخی دوربین‌های تخصصی‌تر می‌رسد، در کنار هم کلیت تصویر ضبط شده را می‌سازند.

## برخی مارک‌های سرشناس دوربین بر پایه حروف الفبا
- آگفا
- الیمپوس
- پنتکس
- ریکو
- زنیت
- سونی
- فوجی
- کاسیو
- کانن
- کداک
- کونیکا
- لایکا
- لومو
- لینهوف
- مامیا
- مینولتا
- نیکون
- هاسلبلاد